# СН-46
Стальной нагрудник СН-46 — индивидуальное защитное средство типа кирасы.
В 1946 г. Советская Армия получила модернизированный стальной нагрудник СН-46. Его защитные свойства улучшились по сравнению с моделью СН-42 за счет наращивания толщины брони до 2,6 мм при соответствующем увеличении массы до 5 кг. Новый нагрудник защищал тело солдата от поражения 9-мм пулями немецкого МР 38-40 и 7,62-мм пулями ППШ на расстоянии до 25 м. Для повышенной гибкости и удобства в носке нагрудник СН-46 состоял из трех частей.